# Tallriska
Tallriska (Lactarius musteus) är en svampart som beskrevs av Fr. 1838. Tallriska ingår i släktet riskor och familjen kremlor och riskor.  Arten är reproducerande i Sverige. Inga underarter finns listade i Catalogue of Life.

## Källor

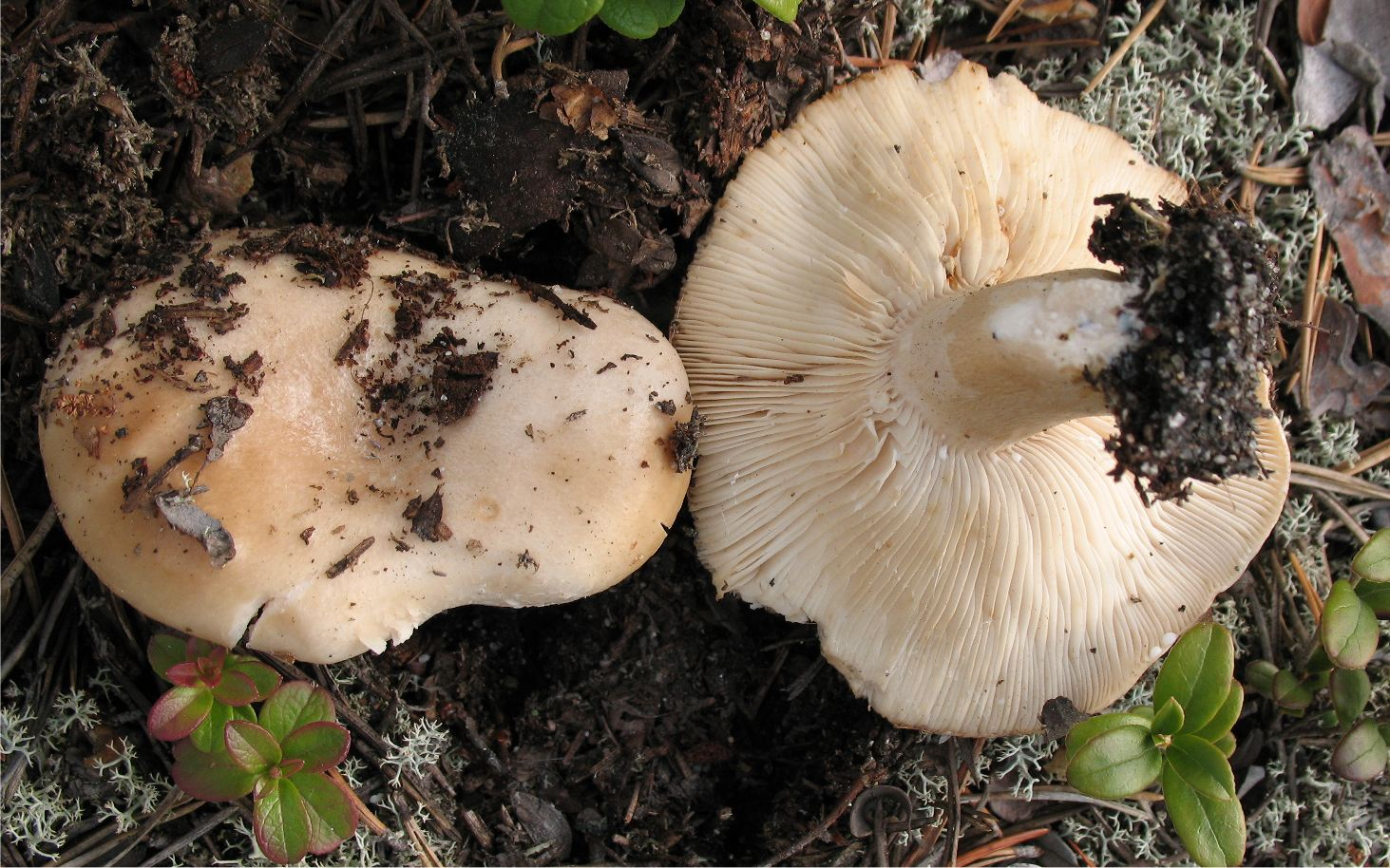